# سیارک ۳۳۱۲۹
سیارک ۳۳۱۲۹ (به انگلیسی: 33129 Ivankrasko، نامگذاری:1998CB) سی و سه هزار و صد و بیست و نهمین سیارک کشف شده‌است که در ۱ فوریه ۱۹۹۸ کشف شد.